# Blenina aperta
Blenina aperta är en fjärilsart som beskrevs av W. Warren 1913. Blenina aperta ingår i släktet Blenina och familjen trågspinnare. Inga underarter finns listade i Catalogue of Life.